# Krzemienica (Poméranie)
Pour les articles homonymes, voir Krzemienica.
Krzemienica est une localité polonaise de la gmina rurale et du powiat de Słupsk en voïvodie de Poméranie. Elle se trouve à l'ouest de la capitale régionale Gdańsk.

## Géographie

Carte de la gmina de Słupsk.